# Bia Bia
Bia Bia це перший сингл з третього альбому гурту Lil Jon & the East Side Boyz, Put Yo Hood Up, записаний при участі Ludacris, Too Short, Big Kapp і Chyna Whyte. Цей трек, нарівні з Put Yo Hood Up ознаменував підйом популярності Ліл Джона і його гурту, і приніс їм вагомий дохід.
На композицію "Bia Bia" незабаром вийшов кліп, знятий Брайаном Барбером